# Moldova Superioară
Moldova Superioară este o arie protejată (arie specială de conservare — SAC, sit de importanță comunitară — SCI) din România, desemnată în scopul protejării biodiversității și menținerii într-o stare de conservare favorabilă a florei spontane și faunei sălbatice, precum și a habitatelor naturale de interes comunitar aflate în arealul zonei de protecție. Aceasta se întinde pe o suprafață de 409,5 ha, integral pe uscat.

## Localizare
Centrul sitului Moldova Superioară este situat la coordonatele 47°32′25″N 25°21′46″E / 47.540147°N 25.362692°E. Situl se întinde pe teritoriul administrativ al municipiului Câmpulung Moldovenesc și pe cele ale comunelor: Breaza, Fundu Moldovei, Pojorâta și Sadova din județul Suceava.

## Înființare
Situl Moldova Superioară a fost declarat sit de importanță comunitară (ROCIC0321) în septembrie 2011 pentru a proteja 6 specii de animale. Situl a fost protejat și ca arie specială de conservare (ROSAC0321) în mai 2022.

## Biodiversitate
Situată în ecoregiunea alpină, aria protejată conține 3 habitate naturale: Fânețe montane, Păduri aluvionare cu Alnus glutinosa și Fraxinus excelsior (Alno-Padion, Alnion incanae, Salicion albae), Păduri de fag dacice (Symphyto-Fagion).
La baza desemnării sitului se află mai multe specii protejate:
- mamifere (4): lupul (Canis lupus), vidră de râu (Lutra lutra), râs eurasiatic (Lynx lynx), urs brun (Ursus arctos)
- pești (2): moioagă (Barbus petenyi), chișcar de râu (Eudontomyzon mariae)

Pe lângă speciile aflate la baza desemnării sitului, pe teritoriul acestuia a mai fost identificată pisica sălbatică (Felis silvestris), un mamifer de dimensiuni mici, din familia Felis.